# Heptathela ciliensis
Heptathela ciliensis YIN, TANG & XU, 2003 è un ragno appartenente al genere Heptathela della famiglia Liphistiidae.
Il nome del genere deriva dal greco ἐπτά, heptà, cioè 7, ad indicare il numero delle ghiandole delle filiere che possiedono questi ragni, e dal greco θηλή, thelè, che significa capezzolo, proprio ad indicare la forma che hanno le filiere stesse.
Il nome proprio deriva dalla contea cinese di Cili, della prefettura di Zhangjiajie situata nella regione di Hunan, e dal suffisso latino -ensis, che significa: presente, che è proprio lì.

## Caratteristiche
Ragno primitivo appartenente al sottordine Mesothelae: non possiede ghiandole velenifere, ma i suoi cheliceri possono infliggere morsi piuttosto dolorosi
Questa specie è simile a H. jianganensis; è possibile distinguerla da quest'ultima per i seguenti caratteri: 
- i pedipalpi, visti frontalmente, hanno il tegulum senza margini seghettati e di forma differente da quello della jianganensis.
- il più grande dente dei cheliceri di questa specie è l'ottavo, mentre nella jianganensis è il settimo.
- le forme e le proporzioni delle spermateche sono differenti.[2]

### Maschi
I maschi hanno una lunghezza totale di 20,8 millimetri; il cefalotorace, poco più lungo che largo, è di 8,5 x 8 mm; l'opistosoma, alquanto più lungo che largo, misura 8,5 mm x 4,7 mm.

### Femmine
Le femmine hanno una lunghezza totale di 26,5 millimetri; il cefalotorace, più lungo che largo, è di 10,85 x 9,5 mm; l'opistosoma, anch'esso più lungo che largo, misura 11 mm x 9,75 mm.

## Distribuzione
L'olotipo e i paratipi sono stati rinvenuti nella località di Suoxiyu, della Contea di Cili, nella regione cinese di Hunan, alle coordinate approssimative di 29°04' N, 111°01' E.